# Otacilia luna
Otacilia luna är en spindelart som först beskrevs av Takahide Kamura 1994.  Otacilia luna ingår i släktet Otacilia och familjen flinkspindlar. Inga underarter finns listade i Catalogue of Life.